# Airo-d'óculos
Airo-d'óculos ou airo-de-óculos (nome científico: Cepphus carbo) é uma espécie de ave é uma espécie de ave da família dos alcídeos encontrada nas águas ao longo da costa norte do Oceano Pacífico. Esta espécie mede cerca de 38 cm, tem pés vermelhos, bico preto, e íris enegrecidas.